# Torneo de las Américas 1989
Das Torneo de las Américas 1989 (englisch The 1989 Tournament of the Americas) ist die vierte Auflage der Basketball-Amerikameisterschaft und fand vom 8. bis 18. Juni 1989 in der mexikanischen Hauptstadt Mexiko-Stadt statt. Bei dem Turnier, das dreimal zuvor nur als Qualifikation für die jeweiligen Olympischen Spiele ausgetragen worden war, ging es erstmals um die Qualifikation für eine WM-Endrunde, in diesem Fall für die Basketball-Weltmeisterschaft 1990. Im Nachhinein wurde das Turnier in die Reihe der Amerikameisterschaften aufgenommen und zählte als Kontinentalmeisterschaft für nationale Auswahlmannschaften der Herren des Kontinentalverbands FIBA Amerika. Von den zwölf teilnehmenden Mannschaften qualifizierten sich die vier Teilnehmer des Halbfinales sowie der Sieger der Platzierungsrunde direkt für die Weltmeisterschaften. Da Argentinien als Gastgeber der WM-Endrunde bereits für die Weltmeisterschaften qualifiziert war, hätte noch eine weitere Mannschaft die Möglichkeit zur Qualifikation, sofern Argentinien einen der fünf Qualifikationsplätze erreicht hätte. In diesem Fall wären beide Finalisten der Platzierungsrunde qualifiziert gewesen.

## Teilnehmer
Regionale Qualifikation nach den Subzonen des Kontinentalverbands. Neben den beiden Nationalmannschaften der nordamerikanischen Subzone nahmen die fünf Erstplatzierten der zentral- und südamerikanischen Meisterschaften teil, zu denen auch der Gastgeber Mexiko als Halbfinalist der Centrobasket 1989 gehörte. Paraguay als Sechster der Campeonato Sudamericano 1989 ersetzte dabei den Bronzemedaillengewinner Uruguay, der nicht teilnahm.

### Nordamerika
- Kanada
- Vereinigte Staaten

### Zentralamerika & Karibik
- Puerto Rico (Sieger Centrobasket 1989)
- Panama (Finalist Centrobasket 1989)
- Kuba (Bronzemedaille Centrobasket 1989)
- Mexiko (Gastgeber & Halbfinalist Centrobasket 1989)
- Dominikanische Republik (Fünfter Centrobasket 1989)

### Südamerika
- Brasilien (Sieger Campeonato Sudamericano 1989)
- Argentinien (Silbermedaille Campeonato Sudamericano 1989)
- Venezuela (Vierter Campeonato Sudamericano 1989)
- Ecuador (Fünfter Campeonato Sudamericano 1989)
- Paraguay (Sechster Campeonato Sudamericano 1989)

## Modus
Beim Turnier wurde eine Vorrunde in zwei Gruppen zu je fünf Mannschaften als Rundenturnier ausgetragen. Die beiden am schlechtesten platzierten Mannschaften der Vorrunde schieden anschließend aus dem Turnier aus, während die anderen Mannschaften im K.-o.-System weiterspielten. Die Paarungen des Viertelfinales wurden über Kreuz durch die Platzierungen der Vorrunde bestimmt. Während die vier Gewinner des Viertelfinales direkt für die Weltmeisterschaften qualifiziert waren und die Medaillen untereinander ausspielten, spielten die Verlierer der Viertelfinalspiele einen fünften Teilnehmer der Weltmeisterschaft aus. In dem Fall, dass WM-Endrundengastgeber Argentinien unter den fünf Erstplatzierten gewesen wäre, wäre auch der Verlierer des Finalspiels der Platzierungsrunde für die WM-Endrunde 1990 qualifiziert gewesen.

## Vorrunde
Die Spiele der Vorrunde fand zwischen dem 8. und dem 12. Juni 1989 statt.

### Gruppe A
| Nation                     | Sp | S | N | P+  | P-  |        | Puerto Rico | Vereinigte Staaten | Dominikanische Republik | Kuba   | Mexiko | Panama |
| -------------------------- | -- | - | - | --- | --- | ------ | ----------- | ------------------ | ----------------------- | ------ | ------ | ------ |
| 1. Puerto Rico             | 5  | 4 | 1 | 495 | 447 |        | 92:105      | 101:73             | 101:98                  | 97:88  | 104:83 |        |
| 2. Vereinigte Staaten      | 5  | 4 | 1 | 523 | 480 | 105:92 |             | 108:116            | 95:92                   | 96:83  | 119:97 |        |
| 3. Dominikanische Republik | 5  | 4 | 1 | 485 | 466 | 73:101 | 116:108     |                    | 85:77                   | 106:96 | 105:84 |        |
| 4. Kuba                    | 5  | 2 | 3 | 450 | 449 | 98:101 | 92:95       | 77:85              |                         | 89:88  | 94:80  |        |
| 5. Mexiko                  | 5  | 1 | 4 | 453 | 476 | 88:97  | 83:96       | 96:106             | 88:89                   |        | 98:88  |        |
| 6. Panama                  | 5  | 0 | 5 | 432 | 520 | 83:104 | 97:119      | 84:105             | 80:94                   | 88:98  |        |        |

### Gruppe B
| Nation         | Sp | S | N | P+  | P-  |        | Brasilien 1968 | Venezuela 1954 | Kanada  | Argentinien | Paraguay 1988 | Ecuador |
| -------------- | -- | - | - | --- | --- | ------ | -------------- | -------------- | ------- | ----------- | ------------- | ------- |
| 1. Brasilien   | 5  | 5 | 0 | 572 | 429 |        | 131:99         | 101:84         | 90:82   | 131:90      | 119:74        |         |
| 2. Venezuela   | 5  | 4 | 1 | 549 | 488 | 99:131 |                | 99:78          | 130:106 | 111:84      | 110:89        |         |
| 3. Kanada      | 5  | 3 | 2 | 447 | 423 | 84:101 | 78:99          |                | 93:83   | 94:67       | 98:73         |         |
| 4. Argentinien | 5  | 2 | 3 | 480 | 469 | 82:90  | 106:130        | 83:93          |         | 106:85      | 103:71        |         |
| 5. Paraguay    | 5  | 1 | 4 | 417 | 529 | 90:131 | 84:111         | 67:94          | 85:106  |             | 91:87         |         |
| 6. Ecuador     | 5  | 0 | 5 | 394 | 521 | 74:119 | 89:110         | 73:98          | 71:103  | 87:91       |               |         |

## Finalrunde
Die Spiele der Finalrunde wurden im K.-o.-System zwischen dem 14. und 18. Juni 1989 ausgetragen. Die Gewinner der Spiele im Viertelfinale waren direkt für die Weltmeisterschaften qualifiziert und spielten anschließend die Medaillen aus. Die Verlierer der Spiele im Viertelfinale spielten in einer Platzierungsrunde um die weiteren Platzierungen. Bei Erreichen der Medaillenrunde durch die Mannschaft Argentiniens erhielt auch der Verlierer des Finalspiels der Platzierungsrunde als Sechster des Turniers einen weiteren Startplatz bei der Weltmeisterschaft.

### Medaillenrunde
|  | Viertelfinale 14./15. Juni | Viertelfinale 14./15. Juni | Viertelfinale 14./15. Juni |  |  | Halbfinale 17. Juni | Halbfinale 17. Juni | Halbfinale 17. Juni |  |  | Finale 18. Juni  | Finale 18. Juni    | Finale 18. Juni  |
|  |                            |                            |                            |  |  |                     |                     |                     |  |  |                  |                    |                  |
|  | A1                         | Puerto Rico                | 94                         |  |  |                     |                     |                     |  |  |                  |                    |                  |
|  | B4                         | Argentinien                | 89                         |  |  |                     |                     |                     |  |  |                  |                    |                  |
|  |                            |                            |                            |  |  | A1                  | Puerto Rico         | 94                  |  |  |                  |                    |                  |
|  |                            |                            |                            |  |  | B2                  | Venezuela           | 91                  |  |  |                  |                    |                  |
|  | A3                         | Dominikanische Republik    | 102                        |  |  |                     |                     |                     |  |  |                  |                    |                  |
|  | B2                         | Venezuela                  | 109                        |  |  |                     |                     |                     |  |  |                  |                    |                  |
|  |                            |                            |                            |  |  |                     |                     |                     |  |  | A1               | Puerto Rico        | 88               |
|  |                            |                            |                            |  |  |                     |                     |                     |  |  | A2               | Vereinigte Staaten | 80               |
|  | A2                         | Vereinigte Staaten         | 75                         |  |  |                     |                     |                     |  |  |                  |                    |                  |
|  | B3                         | Kanada                     | 73                         |  |  |                     |                     |                     |  |  |                  |                    |                  |
|  |                            |                            |                            |  |  | A2                  | Vereinigte Staaten  | 99                  |  |  |                  |                    |                  |
|  |                            |                            |                            |  |  | B1                  | Brasilien           | 96                  |  |  | Spiel um Platz 3 | Spiel um Platz 3   | Spiel um Platz 3 |
|  | A4                         | Kuba                       | 89                         |  |  |                     |                     |                     |  |  | B2               | Venezuela          | 124              |
|  | B1                         | Brasilien                  | 104                        |  |  |                     |                     |                     |  |  | B1               | Brasilien          | 158              |

### Platzierungsrunde
|  | Halbfinale 16. Juni | Halbfinale 16. Juni | Halbfinale 16. Juni |    |                         | Spiel um Platz 5 18. Juni | Spiel um Platz 5 18. Juni | Spiel um Platz 5 18. Juni |
|  |                     |                     |                     |    |                         |                           |                           |                           |
|  |                     |                     |                     |    |                         |                           |                           |                           |
|  | B4                  | Argentinien         | 85                  |    |                         |                           |                           |                           |
|  | A3                  | Dominik. Republik   | 89                  |    |                         |                           |                           |                           |
|  |                     |                     |                     | A3 | Dominikanische Republik | 84                        |                           |                           |
|  |                     |                     |                     |    | B3                      | Kanada                    | 108                       |                           |
|  | B3                  | Kanada              | 89                  |    |                         |                           |                           |                           |
|  | A4                  | Kuba                | 86                  |    |                         | Spiel um Platz 7          | Spiel um Platz 7          | Spiel um Platz 7          |
|  |                     |                     |                     |    |                         | A4                        | Argentinien               | 81                        |
|  | B4                  | Kuba                | 88                  |    |                         |                           |                           |                           |
|  |                     |                     |                     |    |                         |                           |                           |                           |